# Dom Agencji Żydowskiej (Tel Awiw)
Dom Agencji Żydowskiej (hebr. בניין הסוכנות היהודית, Binjan ha-Sochnut ha-Jehudyt) – biurowiec w osiedlu Ha-Kirja we wschodniej części miasta Tel Awiw, w Izraelu. Budynek jest siedzibą Agencji Żydowskiej w Tel Awiwie.

## Historia
Dom Agencji Żydowskiej w Tel Awiwie został wybudowany w latach 70. XX wieku. Istnieją plany wyburzenia starego budynku i wybudowania w tym miejscu nowoczesnego drapacza chmur The Jewish Agency Tower.

## Dane Techniczne
Budynek ma 6 kondygnacji. Wybudowano go w stylu architektonicznym określanym nazwą modernizmu. Wzniesiono go z betonu. Elewacja jest w kolorze jasnobrązowym.

## Wykorzystanie budynku
Biurowiec jest wykrozystywany na biura Agencji Żydowskiej dla Izraela.